# Yaprak Dökümü
Yaprak Dökümü es una serie de televisión turca de 2006, producida por Ay Yapım y emitida por Kanal D. Es una adaptación de la novela homónima del escritor turco Reşat Nuri Güntekin, publicada en 1939.

## Trama
Ali Rıza Tekin ha dedicado su vida a inculcar buenos valores a sus cinco hijos. Cuando el honor de la familia es manchado por el prometido de una de sus hijas, Fikret, el patriarca renuncia a su importante cargo en Anatolia. Al mismo tiempo Necla, una de las hijas, es admitida en una universidad de Estambul. Por esta razón la familia Tekin decide mudarse de ciudad para que ésta vaya a la universidad. Tras instalarse en la casa de infancia de Ali Rıza y repararla, se les une el hijo mayor, Şevket, recién vuelto a casa, y parecen estar todos felices. Con el tiempo Ali Rıza se dará cuenta de que la Estambul donde nació y creció ha cambiado mucho.

## Reparto
- Halil Ergün como Ali Rıza Tekin.
- Güven Hokna como Hayriye Tekin.
- Bennu Yıldırımlar como Fikret Tekin.
- Caner Kurtaran como Şevket Tekin (1-93).
- Hasan Küçükçetin como Şevket Tekin (96-174).
- Deniz Çakır como Ferhunde Güven.
- Tolga Karel como Oğuz Ayhan.
- Fahriye Evcen como Necla Tekin.
- Gökçe Bahadır como Leyla Tekin.
- Şebnem Ceceli como Ayşe Tekin (15-174).
- Seda Demir como Sedef Turan.
- Bedia Ener como Neyyir.
- Türkan Kılıç como Oya Türe.
- Ege Aydan como Can Türe.
- Ahmet Saraçoğlu como Tahsin.
- Güler Ökten como Cevriye.
- Necip Memili como Erkan.
- Nihat Alptuğ Altınkaya como Levent Tuncel.
- Kıvanç Kasabalı como Cem Aydınoğlu.
- Selçuk Gürmeriç como Sermet.
- Selma Özkanlı como Suzan Aydınoğlu.
- Nezih Tuncay como Kemal Aydınoğlu.
- Eren Balkan como Gülşen.
- Burcu Günay como Aslı.
- Caner Cindoruk como Nazmi.
- Yusuf Atala como Ahmet.
- Bülent Fil como Yaman Güner.
- Başak Sayan como Ceyda Güner.
- Berk Boğaç Akgüneş como Mehmet.
- Neslihan Atagül como Deniz.
- Mustafa Orbay Avcı como Caner.
- Perihan Savaş como Nurdan.
- Ayberk Pekcan como Talat.
- Mustafa Avkıran como Mithat Kara.
- Sevda Ferdağ como Sevda.
- Uğur Kıvılcım como Nurunisa.
- Melina Özpromodos como Ufuk.
- Arda Esen como Serdar.
- Gülşah Ertuğrul como Reyhan.
- Barış Bağcı como Ali Sarper.
- Engin Hepileri como Emir.
- Ali Sunal como Serhat.
- Sedef Avcı como Selin Aydınoğlu.
- Gündüz Sezgin como İhsan.
- Nükhet Akkaya como Jülide.
- Emir Çiçek como Sırrı.
- Aylin Kontente como Nazlı.
- Mehmet Güler como Seyfi.
- Efsun Karaali como Ayşe Tekin (1-12).
- Jess Molho como Görkem.
- Ergun Doğmacı como Berat.
- Halit Ergör como Vakur.
- Ayşen İnci como Zeynep.
- Ali İpin como Fahrettin.
- Özlem Hasgül como Sacide.
- Murat Onuk como Aykut.

## Temporadas
| Temporada | Temporada | Episodios | Rango de episodios | Emisión original         | Emisión original        |
| Temporada | Temporada | Episodios | Rango de episodios | Inicio                   | Final                   |
| --------- | --------- | --------- | ------------------ | ------------------------ | ----------------------- |
|           | 1         | 38        | 1 - 38             | 13 de septiembre de 2006 | 20 de junio de 2007     |
|           | 2         | 42        | 39 - 80            | 5 de septiembre de 2007  | 25 de junio de 2008     |
|           | 3         | 38        | 81 - 118           | 3 de septiembre de 2008  | 17 de junio de 2009     |
|           | 4         | 41        | 119 - 159          | 2 de septiembre de 2009  | 16 de junio de 2010     |
|           | 5         | 15        | 160 - 174          | 15 de septiembre de 2010 | 29 de diciembre de 2010 |

## Premios y nominaciones
| Año  | Premios               | Categoría    | Nominado(a)       | Resultado | Ref.  |
| ---- | --------------------- | ------------ | ----------------- | --------- | ----- |
| 2008 | Premios Altın Kelebek | Mejor actriz | Bennu Yıldırımlar | Ganadora  | [ 3 ] |
| 2008 | Premios Altın Kelebek | Mejor actor  | Halil Ergün       | Ganador   | [ 3 ] |
| 2008 | Premios Altın Kelebek | Mejor serie  | Yaprak Dökümü     | Ganadora  | [ 3 ] |